# Oxathridia roraimae
Oxathridia roraimae är en skalbaggsart som beskrevs av Gilmour 1963. Oxathridia roraimae ingår i släktet Oxathridia och familjen långhorningar.
Artens utbredningsområde är Guyana. Inga underarter finns listade i Catalogue of Life.